# Zodarion italicum
Zodarion italicum är en spindelart som först beskrevs av Giovanni Canestrini 1868.  Zodarion italicum ingår i släktet Zodarion och familjen Zodariidae. Inga underarter finns listade i Catalogue of Life.